# Americo-Liberianen

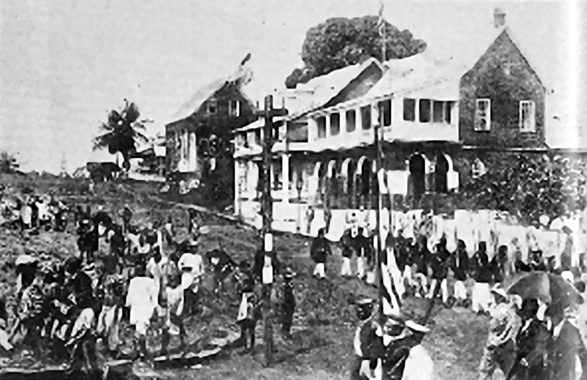
Monrovia in de negentiende eeuw

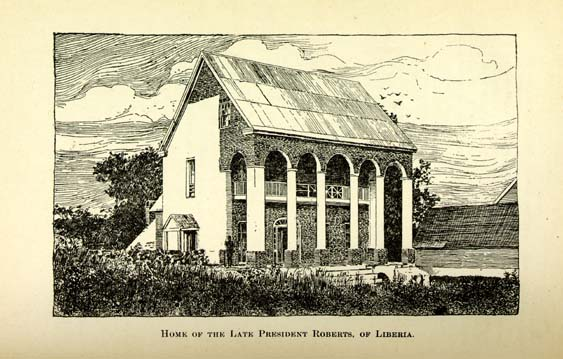
Huis van Joseph Jenkins Roberts, de eerste president van Liberia (litho)

De Americo-Liberianen, ook het Congo-volk of Congau-volk genoemd en soms aangeduid als Americo's (Engels: Americo-Liberians, Congo People, Congau People, Americo's) vormen een etnische minderheid in Liberia. Zij stammen af van tot slaaf gemaakten. Zij zijn protestants, spreken Engels en domineerden in het verleden (1847-1980) de politiek, handel en vrije beroepen in Liberia en vormden een relatief gesloten elite. Alle presidenten van Liberia in de periode 1847 tot 1980 behoorden tot de Americo's.
Hun voorouders zijn Afrikanen die vanaf de 17e eeuw naar de Verenigde Staten van Amerika werden verscheept en daar - in veel gevallen - op plantages werkten in de zuidelijke staten. Vanaf het begin van de 19e eeuw tot de afschaffing van de slavernij in de VS in 1865 werden een aantal slaven door slavenhouders vrijgelaten of wisten zichzelf vrij te kopen en zagen het als hun taak zich te vestigen in Afrika, het continent waar zij oorspronkelijk vandaan kwamen om zich daar te vestigen, de slavenhandel tegen te gaan en de binnenlanden van Afrika te kerstenen. 
In 1822 vestigden zich onder de auspiciën van de American Colonization Society (ACS) een eerste groep Afro-Amerikanen aan de kust van wat later Liberia zou gaan heten. In 1847 werd Liberia een onafhankelijke republiek die geregeerd werd door de Afro-Amerikanen die de naam Americo-Liberianen kregen of aannamen. Zij domineerden de republiek tot de staatsgreep van Samuel Doe in 1980 het Liberiaanse leven en vormden een kleine elite - die aanvankelijk bestond uit licht getinte mestiezen van gemengd blanke en zwarte afkomst, later, rond 1870 verdween het kleuronderscheid - die het land volledig domineerde. Tot de Americo-Liberianen werden naast Afro-Amerikaanse settlers ook West-Indische zwarten gerekend. Men trouwde onderling, hoewel er soms huwelijken plaatsvonden tussen Americo's en de naturellen.
De elite van Americo-Liberianen was gesloten, maar liet ook "beschaafde" naturellen (natives) - dat wil zeggen zij die de zeden en gewoonten van de Americo's overnamen - toe. Veel welvarende Americo's namen kinderen van naturellen op in hun gezin die zij in staat stelden onderwijs te volgen, zich westers te kleden en te bekeren tot het Christendom (ward system). Zij moesten echter ook allerlei werkzaamheden verrichten op de plantages als tegenprestatie ("corvee").
De Americo-Liberianen woonden vooral in en rond de hoofdstad Monrovia en nederzettingen en steden rond de rivieren. In de binnenlanden vestigden zij zich niet. De rijksten onder hen lieten plantages aanleggen met bijbehorende woningen naar het voorbeeld van de plantagewoningen in de zuidelijke staten van de VS (antebellum-architectuur). Door de naturellen werden de rijke Americo's aangeduid als honoroubles ("edelachtbaren").
Tegenwoordig vormen de Americo's niet meer de elitaire kaste van weleer, maar zij vallen toch op vanwege hun meer dan gemiddelde opleidingsniveau. Huwelijken onderling komen nog steeds voor, maar minder dan in het verleden. Een groot aantal is tijdens de burgeroorlogen van de jaren tachtig en jaren negentig naar het buitenland - meestal de VS - geëmigreerd.